# Casa al carrer dels Dolors, 2 (Olot)
La Casa al carrer dels Dolors, 2 és una obra d'Olot (Garrotxa) inclosa a l'Inventari del Patrimoni Arquitectònic de Catalunya.

## Descripció
És una casa entre mitgeres de planta rectangular i teulat a dues aigües. Disposa de baixos, avui desfigurats per acollir-hi locals comercials (els murs varen ser estucats imitant grans blocs de pedra), dos pisos i golfes. El primer pis té una balconada central, amb tres portes d'accés, les laterals estan decorades amb un frontó rodó, sostingut per mènsules ornades amb motius de fullatges, la porta central està coronada per un entaulament d'estuc amb motius geomètrics. El segon disposa de tres balcons emmarcats per guardapols d'estuc.

## Història
Durant la segona meitat del segle xix la ciutat d'Olot va rebre un gran nombre d'immigrants; va ser necessari l'enderrocament de les antigues muralles i donar forma urbanística a molts dels barris situats a extramurs. És el moment en què es construeixen i es dona forma als carrers de Sant Rafael, els Dolors i Sant Ferriol.